# Vladimir Myškin
Vladimir Semënovič Myškin (in russo Владимир Семёнович Мышкин?; Kirovo-Čepeck, 19 giugno 1955) è un ex hockeista su ghiaccio sovietico dal 1991 russo.

## Carriera
Fu uno dei protagonisti di quella che viene considerato il Miracolo sul ghiaccio, vinse la medaglia d'oro ai XIV Giochi olimpici invernali e quella d'argento ai precedenti XIII Giochi olimpici invernali.
Vinse sei volte il campionato mondiale di hockey su ghiaccio: la prima nel 1979 poi tre consecutive 1981, 1982, 1983 e dopo alcuni anni le due ultime, 1989 e 1990.